# Joe Napolitano
Joseph Ralph Napolitano (Brooklyn, 24 novembre 1948 – Los Angeles, 23 luglio 2016) è stato un regista statunitense.
Attivo fin dalla metà degli anni '70 dirigendo sia film che serie televisive.
Negli anni '80 il lavoro di Napolitano include attività di assistente alla regia nella realizzazione di lungometraggi, lavorando in film con i registi Brian G. Hutton, Danny DeVito, Stuart Rosenberg, Donald Bellisario, Ron Howard, Howard Zieff, Terry Gilliam, Antoine Fuqua, e in più progetti diretti da Brian De Palma.

## Filmografia

### Regista

#### Televisione
- The Big Blue Marble – serie TV (1974)
- Earth Angel – film TV (1991)
- Ragionevoli dubbi (Reasonable Doubts) – serie TV, episodio 1x03 (1991)
- Io volerò via (I'll Fly Away) – serie TV, episodio 1x15 (1992)
- In viaggio nel tempo (Quantum Leap) – serie TV, 12 episodi (1990-1992)
- Going to Extremes – serie TV, episodi 1x02-1x10 (1992)
- Covington Cross – serie TV, episodi 1x06-1x08 (1992)
- Un medico tra gli orsi (Northern Exposure) – serie TV, episodio 4x17 (1993)
- Class of '96 – serie TV, episodio 1x10 (1993)
- SeaQuest - Odissea negli abissi (Seaquest DSV) – serie TV, episodio 1x03 (1993)
- Le avventure di Brisco County Jr. (The Adventures of Brisco County, Jr.) – serie TV, episodio 1x11 (1993)
- X-Files (The X Files) – serie TV, episodi 1x05-1x20 (1993-1994)
- M.A.N.T.I.S. – serie TV, episodio 1x02 (1994)
- Medicine Ball – serie TV, episodio 1x02 (1995)
- Progetto Eden (Earth 2) – serie TV, episodi 1x07-1x08-1x16 (1994-1995)
- Chicago Hope – serie TV, episodio 2x06 (1995)
- La famiglia Brock (Picket Fences) – serie TV, episodi 3x11-4x11 (1995-1996)
- Murder One – serie TV, episodio 1x16 (1996)
- Viper – serie TV, episodio 2x02 (1996)
- Contagious – film TV (1997)
- The Practice - Professione avvocati (The Practice) – serie TV, episodio 2x05 (1997)
- JAG - Avvocati in divisa (JAG) – serie TV, 4 episodi (1995-1997)
- Ally McBeal – serie TV, episodio 1x11 (1997)
- Jarod il camaleonte (The Pretender) – serie TV, episodi 1x20-2x02-2x16 (1997-1998)
- Mercy Point – serie TV, episodio 1x03 (1998)
- Hotel del Sol – serie TV, 1 episodio (1998)
- L.A. Doctors – serie TV, episodi 1x14-1x17 (1999)
- Più forte ragazzi (Martial Law) – serie TV, episodio 2x01 (1999)
- Cold Feet – serie TV, episodio 1x04 (1999)
- Spie (Snoops) – serie TV, episodio 1x09 (1999)
- Wasteland – serie TV, episodio 1x11 (1999)
- Dawson's Creek – serie TV, episodi 2x08-3x15 (1998-2000)
- The Huntress – serie TV, 1 episodio (2000)
- FreakyLinks – serie TV, episodio 1x07 (2001)
- Kate Brasher – serie TV, episodio 1x04 (2001)
- For the People – serie TV, 1 episodio (2002)
- Birds of Prey – serie TV, episodio 1x12 (2003)
- Boston Public – serie TV, 4 episodi (2001-2003)
- The District – serie TV, episodio 4x07 (2003)
- Squadra Med - Il coraggio delle donne (Strong Medicine) – serie TV, 15 episodi (2000-2006)
- Bones – serie TV, episodio 1x16 (2006)
- Runaway - In fuga (Runaway) – serie TV, episodio 1x07 (2006)
- Cashmere Mafia – serie TV, episodio 1x04 (2008)

### Video giochi
- Zork: Nemesis (1996)